# Mouliere
Mouliere est une petite île Anglo-Normande située à l'est de l'île de Herm.

## Géographie
Il s'agit d'un îlot rocheux inhabité situé à une centaine de mètres de la côte est de Herm, et à environ 400 mètres au nord de l'îlot de Caquorobert. Mouliere mesure une centaine de mètres de longueur.